# Salah El-Din El-Gafrawi
Scheich Salah El-Din El-Gafrawi (arabisch صلاح الدين الجعفراوى, DMG Ṣalāḥ ad-Dīn al-Ǧaʿfarāwī; geb. 9. Januar 1954 in Ägypten), auch in den Schreibungen Salah al-Din Ja'farawi, Salah Elgafrawi u. a., ist ein Funktionär internationaler islamischer Organisationen. Er ist insbesondere aktiv als Persönlichkeit des Islams in Deutschland und hat in verschiedenen internationalen islamischen Organisationen Aufgaben im Bereich der daʿwa übernommen, darunter der Islamischen Organisation für Bildung, Wissenschaft und Kultur (Islamic Educational, Scientific and Cultural Organization; Abk. ISESCO). Er ist unter anderem Generalsekretärsassistent der Islamic European Conference (EIC/CIE) sowie des World Council for Islamic Propagation.
Er war Generalsekretär der Islamischen Gemeinschaft in Deutschland (IGD) und gleichzeitig Präsident des Islamischen Konzils in Deutschland (IK).
Er ist Unterzeichner der Botschaft aus Amman, der Common Word Initiative sowie des Offenen Briefes an al-Baghdadi und ISIS.
Er ist als Gutachter tätig für das Ibn Sina Institut in Frankreich und  für die al-Maktoum-Stiftung